# (3610) Decampos
(3610) Decampos es un asteroide perteneciente al cinturón de asteroides, descubierto el 5 de marzo de 1981 por Henri Debehogne y el también astrónomo Giovanni de Sanctis desde el Observatorio de La Silla, Chile.

## Designación y nombre
Designado provisionalmente como 1981 EA1. Fue nombrado Decampos en honor al astrónomo brasileño Jose Adolfo Snajdauf de Campos.